# Arnolec
Arnolec är en ort i Tjeckien.   Den ligger i regionen Vysočina, i den centrala delen av landet, 120 km sydost om huvudstaden Prag. Arnolec ligger 537 meter över havet och antalet invånare är 181.
Terrängen runt Arnolec är platt.Runt Arnolec är det ganska glesbefolkat, med 26 invånare per kvadratkilometer. Närmaste större samhälle är Jihlava, 17,2 km väster om Arnolec. I omgivningarna runt Arnolec växer i huvudsak blandskog.